# Mollie King

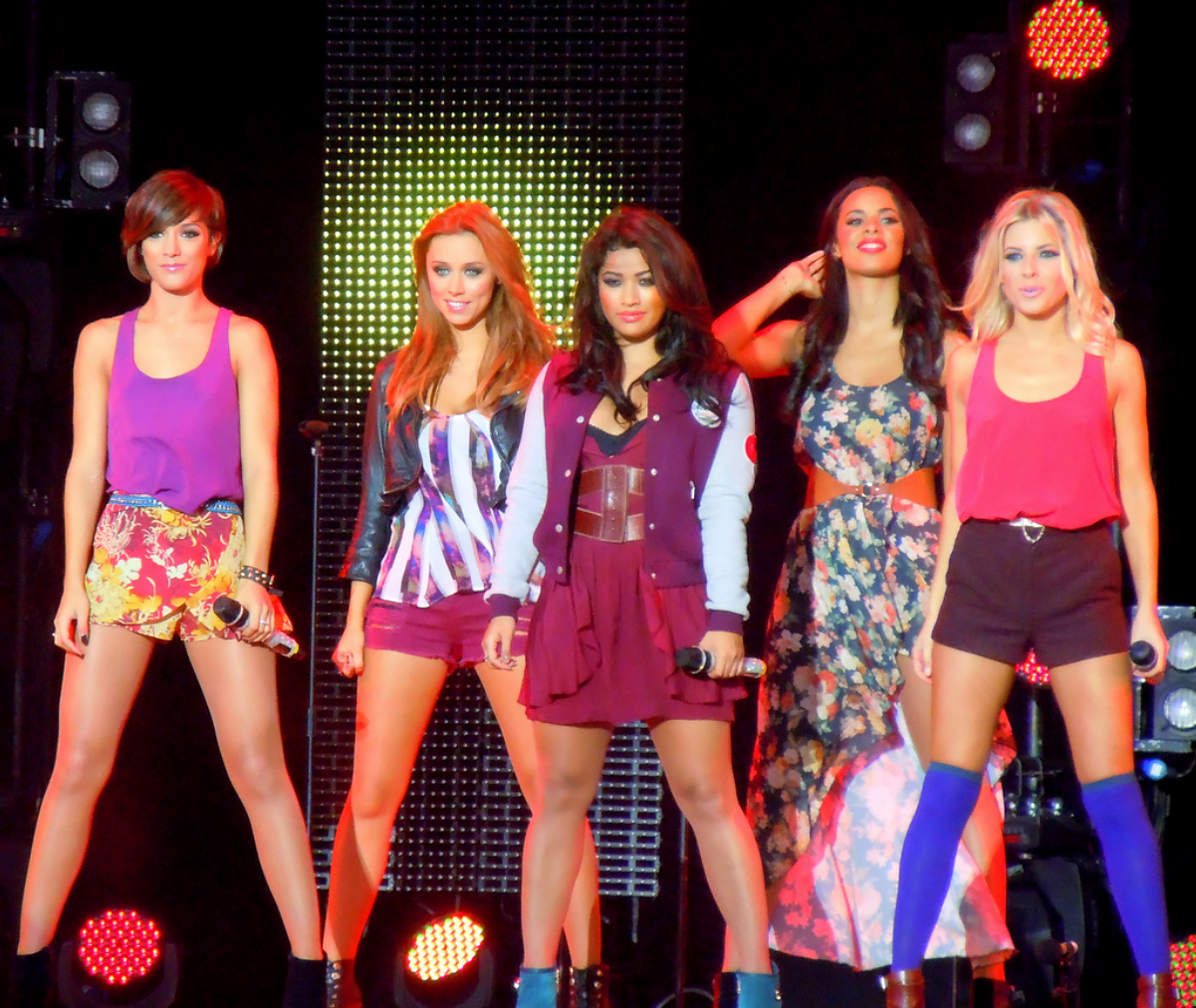
Mollie King (till höger) tillsammans med dom övriga i The Saturdays 2011

Mollie Elizabeth King, född den 4 juni 1987, är en engelsk sångerska som är känd för att hon är en medlem i bandet The Saturdays.

## Uppväxt
Mollie King föddes i Wandsworth, London, som yngsta av tre döttrar till Susan Wykes och Stephen King.. När hon var elva år blev hon antagen till "British Children's Ski Team" och fick ett stipendium till "British Ski Academy". 